# Monterrubio (Segovia)
Monterrubio ist eine Gemeinde in der spanischen Provinz Segovia. Sie liegt im Süden der Autonomen Region Kastilien und León, an der Nordwestabdachung der Sierra de Guadarrama. Sie hat 56 Einwohner (Stand: 2024). 

## Geographie
Monterrubio liegt etwa 25 Kilometer westsüdwestlich vom Stadtzentrum von Segovia in einer Höhe von ca. 945 m. 
Monterrubio befindet sich innerhalb der Zone des kontinentalen mediterranen Klimas.

## Bevölkerungsentwicklung
| Jahr      | 1970 | 1981 | 1991 | 2001 | 2011 | 2021 |
| Einwohner | 149  | 99   | 70   | 70   | 64   | 60   |

## Sehenswürdigkeiten
- Peterskirche (Iglesia de San Pedro Apóstol)

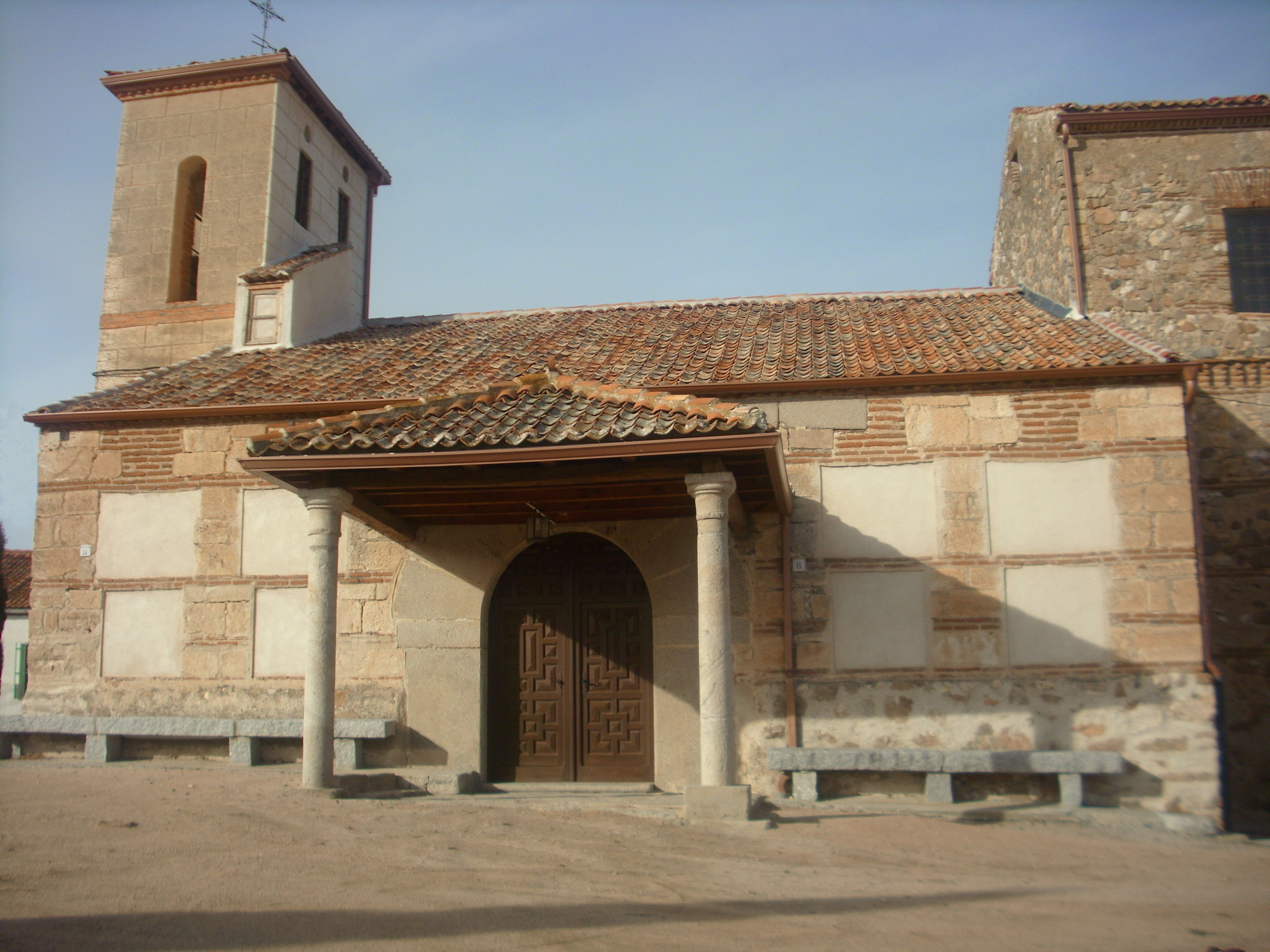
Peterskirche